# Crvena kuća (Trinidad i Tobago)
Crvena kuća (na engleskom: The Red House) je parlament Republike Trinidad i Tobago.
Arhitektonski dizajn Crvene kuće je neoklasicističkom stilu. Izvorna zgrada je uništena u neredima 1903. i obnovljena je 1907. Crvena kuća nalazi se u samom središtu u glavnom gradu Port of Spain. Trenutno se koristi za potrebe parlamenta, izbora i u političke svrhe.
Godine 1897., kada je Trinidad pripremao proslavu za dijamantni jubilej kraljice Viktorije, zgrada je postala crvene boje, a javnost je od tada zove Crvena kuća. Prva Crvena kuća je spaljena 23. ožujka 1903. godine.